# Niyodogawa
Niyodogawa (jap. 仁淀川町 Niyodogawa-chō) – miasto w Japonii, na wyspie Sikoku, w prefekturze Kōchi. Według danych na rok 2020 miejscowość zamieszkiwało 4 827 mieszkańców , a gęstość zaludnienia wyniosła 14,5 os./km².